# Liste der Monuments historiques in Raival
Die Liste der Monuments historiques in Raival führt die Monuments historiques in der französischen Gemeinde Raival auf.

## Liste der Objekte
| Bezeichnung                          | Beschreibung | Standort                             | Kennzeichnung | Schutzstatus | Datum | Bild |
| ------------------------------------ | --- | ------------------------------------ | ------------- | ------------ | ----- | ---- |
| Drei Kanontafeln                     | Ensemble aus PM55001056 bis PM55001058 | Rosnes, in der Kirche St-Èvre (Lage) | PM55001055    | Classé       | 1994  |      |
| Kanontafel (1)                       | mit großformatigen Darstellungen der Taufe Jesu im Jordan und des Evangelisten Johannes; Tinte und Aquarellfarbe auf Papier, teilweise vergoldet, zwischen 1697 und 1711           | Rosnes, in der Kirche St-Èvre (Lage) | PM55001056    | Classé       | 1994  |      |
| Kanontafel (2)                       | mit einer großformatigen Darstellung des letzten Abendmahls im Zentrum und reichen Schmuckrändern; Tinte und Aquarellfarbe auf Papier, teilweise vergoldet, zwischen 1697 und 1711 | Rosnes, in der Kirche St-Èvre (Lage) | PM55001057    | Classé       | 1994  |      |
| Kanontafel (3)                       | mit Miniaturen des Gotteslamms, des Mannawunders, des Guten Hirten und von Johannes dem Täufer; Tinte und Aquarellfarbe auf Papier, teilweise vergoldet, zwischen 1697 und 1711    | Rosnes, in der Kirche St-Èvre (Lage) | PM55001058    | Classé       | 1994  |      |
| Skulptur eines heiligen Bischofs (1) | eventuell eine Darstellung des heiligen Aper; Stein, farbig gefasst, 18. Jahrhundert                                                                                               | Rosnes, in der Kirche St-Èvre (Lage) | PM55002267    | Inscrit      | 1999  |      |
| Skulptur eines heiligen Bischofs (2) | Stein, farbig gefasst, 18. Jahrhundert | Rosnes, in der Kirche St-Èvre (Lage) | PM55002268    | Inscrit      | 1999  |      |